# L-Діоксифенілаланін

L-Діоксифенілаланін

L-Діоксифенілаланін (3,4-дигідроксифенілаланін (застаріле 3,4-ДіОксиФенілАланін, ДОФА) - амінокислота, продукт гідроксилювання тирозину. Проміжний продукт біосинтезу дофаміну, норадреналіну, адреналіну і меланінів, дофаміну в базальних гангліях мозку, для лікування цього захворювання доцільно застосування речовин, що підвищують вміст дофаміну в ЦНС Дофамін не може бути використаний для цієї мети, оскільки він погано проникає через гематоенцефалічний бар'єр Діоксифенілаланін (дофа), який при пероральному введенні всмоктується, проникає в ЦНС, піддається декарбоксилювання, перетворюється на дофамін і, поповнюючи його запаси в базальних гангліях, стимулює дофамінові рецептори та забезпечує при паркінсонізмі лікувальний ефект.
Як лікарський препарат леводопа застосовується синтетичний лівообертальний ізомер діоксифенілаланіну - L-дофа, який значно активніший, ніж правообертальний ізомер, який усуває гіпокінезію, ригідність, тремор, дисфагію. Дофамін, що утворився в периферичних тканинах, не бере участі у реалізації, а відповідальний більшість її побічних ефектів. Терапевтичний ефект відзначається через 6-8 днів, а максимальний через 25-30 діб. Встановлено, що лікувальний ефект досягається у 50-60% хворих.
В інших ефект мало виражений, дозування може бути збільшена через побічні явища.
Лікування починають з малих доз, внутрішньо, поступово підвищуючи їх до оптимальної для кожного.
Початкова доза - 0.25-1 г на 2-3 прийоми. Дозу поступово збільшують на 0.125-0.75 г кожні 2-3 дні залежно від переносимості та до досягнення оптимального терапевтичного ефекту. Максимальна добова доза - 8 г. Скасування проводять поступово.